# Lorenzo Musante
Lorenzo Musante (Genova, 1730 circa – Genova, 17 aprile 1780) è stato un organaro italiano.
Fu collaboratore di Filippo Piccaluga seguendolo nei vari cambiamenti di residenza. Nei documenti è indicato come "lavorante di bancalaro", "lavorante di organista" (sic) o semplicemente "bancalaro" (falegname). Nel 1773 entrò a far parte, con Filippo e Felice Piccaluga, di una società «di fattura d'organi». Poiché nell'atto costitutivo viene specificato che ognuno dei soci possedeva «una sufficiente maestria di tutto un organo», si suppone che la qualifica di "bancalaro" volesse evidenziarne la specifica abilità nei lavori di falegnameria. Dopo lo scioglimento della società (1775) continuò ad operare col Piccaluga, del quale fu esecutore testamentario.

Nel 1750 si sposò con Maria Carega; dal matrimonio non ebbe figli. Rimasto vedovo, si risposò nel 1779 con Anna Maria Maddalena Sigorani ma il matrimonio non durò a lungo: morì il 17 aprile del 1780.